# Vot de Vila
El vot de vila a Arenys de Mar se celebra cada any des del 1586-1590, en honor de Sant Roc, com a mostra d'agraïment. El solemne Vot de vila, que compromet als arenyencs a celebrar la diada del 16 d'agost, té dos personatges característics, que circulen per Arenys de Mar acompanyats del flabiol i del tamborí: els macips i les captadores.
Els macips van vestits de blanc, excepte el corbatí, la faixa i polaines (amb cascavells),que són vermells (antigament, duien cadenes argentades penjades al coll).Calçats amb espardenyes de veta vermella, passen pels carrers i les cases del poble al so del flabiol i del tamborí. Tot invocant "Sant Roc, gloriós" ruixen tothom amb aigua i colònia d'una almorratxa de quatre brocs guarnits amb alfàbrega i lligats amb cintes de colors.
Les captadores anaven vestides amb faldilla negre fins al turmell, brusa blanca, faixa i llaç vermell, mantellina negre i espardenyes de vetes vermelles, i a la mà dreta portaven la safata amb alfàbrega per recollir la recapta. Cal dir que ara vesteixen igual que els macips però amb faldilles blanques i que ja no porten safata, porten una almorratxa com els nois.